# Pseudatemelia detrimentella
Pseudatemelia detrimentella é uma espécie de insetos lepidópteros, mais especificamente de traças, pertencente à família Lypusidae.
A autoridade científica da espécie é Staudinger, tendo sido descrita no ano de 1859.
Trata-se de uma espécie presente no território português.